# Radioplane OQ-2
Radioplane OQ-2 – amerykański bezzałogowy aparat latający (UAV - Unmanned Aerial Vehicle), wykorzystywany jako latający cel do szkolenia artylerzystów, produkowany na masową skalę.

## Historia

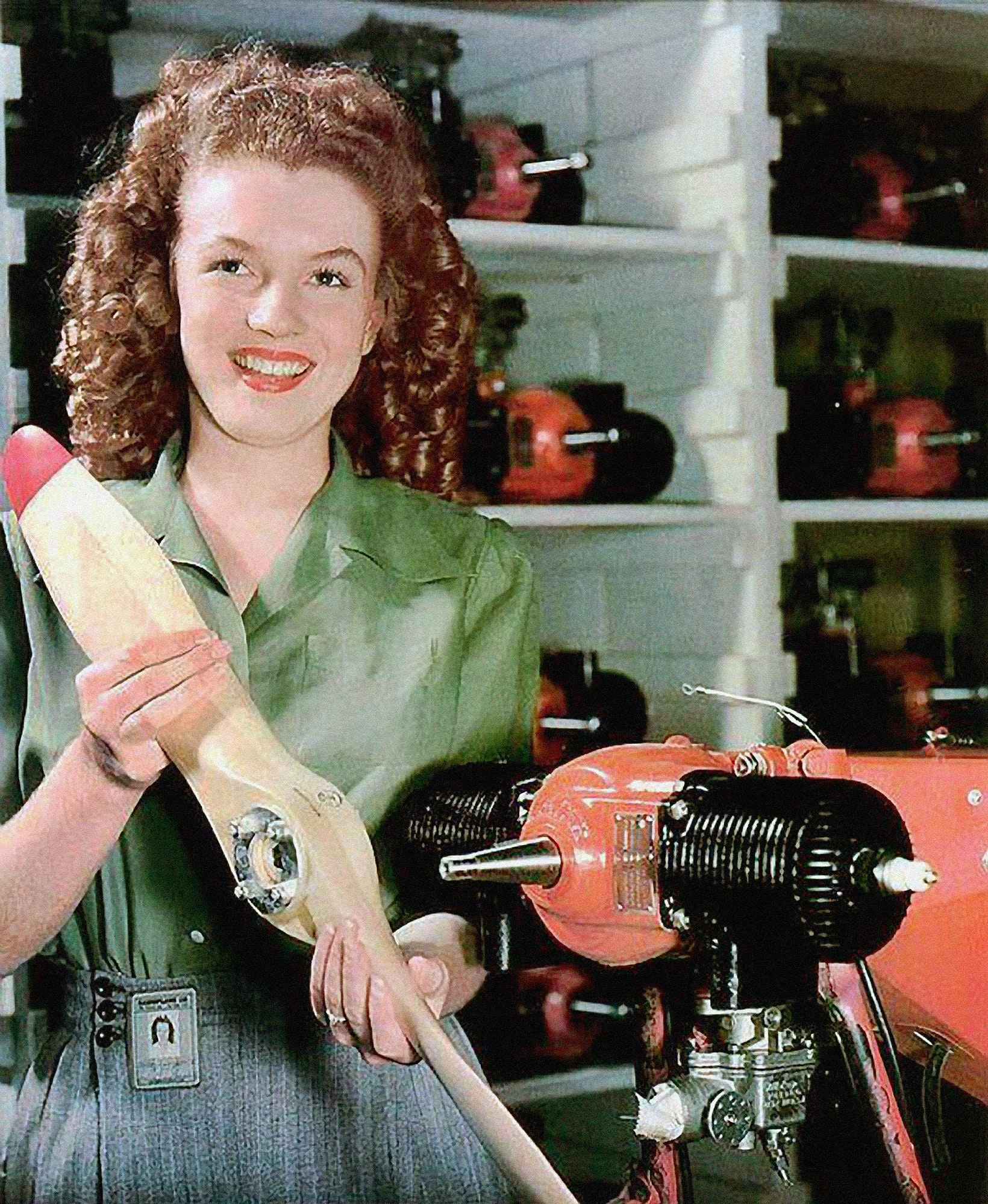
Norma Jeane Dougherty na okładce magazynu Yank montująca śmigło do silnika OQ-2

Reginald Denny, brytyjczyk, który podczas I wojny światowej służył w Royal Flying Corps, krótko po jej zakończeniu przybył do Stanów Zjednoczonych aby zrobić karierę aktora. Filmową mekką wszystkich przyszłych gwiazd było Hollywood, do którego udał się również Denny. Pomiędzy swoimi aktorskimi poczynaniami Denny realizował swoją drugą pasję, zdalnie sterowane modele samolotów. W 1934 roku otworzył na Hollywood Boulevard sklep z samolotami sterowanymi radiem. Sklep znany początkowo jako "Reginald Denny Hobby Shops" przekształcił się w firmę Radioplane Company. Denny wierzył, że małe, sterowane radiem samoloty i co ważne tanie w produkcji będą doskonałymi latającymi celami dla szkolących się kanonierów artylerii przeciwlotniczej. Zaprosiwszy do współpracy kilku inżynierów z Lockheeda w 1935 roku zaprezentował US Army swój model RP-1, którego kolejne modyfikacje doprowadziły do powstania celu latającego oznaczonego jako RP-5, który oznaczony jako OQ-2 został zamówiony przez amerykańską armię w 1941 roku w ilości kilku tysięcy egzemplarzy. OQ-2 zakupiła również US Navy, która nadała mu własne oznaczenie TDD-1 (Target Drone Denny 1). W 1943 roku powstała większa i szybsza wersja samolotu oznaczona jako OQ-3, która okazała się być jednak za droga w produkcji. Uproszczono zatem nową wersję, oznaczoną teraz jako OQ-14. Kosztowała ona zaledwie 600 dolarów i wyprodukowano ich ponad 10 tysięcy egzemplarzy. Przydzielony do oddziału filmowego United States Air Force kapitan Ronald Reagan, w cywilu aktor a w przyszłości prezydent Stanów Zjednoczonych  wysłał w 1945 roku do fabryki produkującej latające cele firmy Radioplane fotografa, Davida Conovera, który miał zrobić zdjęcia kobiet pracujących na rzecz zwycięstwa. Fotografowi wpadła w oko młoda dziewczyna Norma Jeane Dougherty, której zrobił serię zdjęć, młoda dziewczyna znana była później jako Marilyn Monroe. Reginaldowi Denny również dane było zostać uznanym aktorem, grał między innymi u boku Grety Garbo, Katharine Hepburn i Franka Sinatry.

## Konstrukcja
Radioplane OQ-2 był prostą konstrukcją z dwucylindrowym silnikiem w układzie typu boxer napędzającym dwa przeciwbieżne, dwułopatowe śmigła. Samolot sterowany był przy pomocy komend radiowych a system radiowego sterowania opracowała wchodząca w tamtym okresie na rynek firma Bendix. Start i lądowanie odbywało się na pasie startowym, samolot mógł również wylądować przy pomocy spadochronu. 